# Kasper Sand Kjær
Kasper Sand Kjær, né le 4 mai 1989 à Randers (Danemark), est un homme politique danois, membre de la Social-démocratie.

## Biographie
Kasper Sand Kjær est employé par le mouvement de jeunesse de la Social-démocratie, puis est directeur de campagne pour le parti lors des élections législatives de 2011 remportées par le bloc de gauche. De 2012 à 2015, il est consultant pour la confédération syndicale LO. En 2015, il prend la présidence de la Dansk Ungdoms Fællesråd, une confédération d'organisations de jeunesse.
Après plusieurs années à occuper diverses responsabilités dans des sections locales de l'organisation de jeunesse des sociaux-démocrates, il en brigue la présidence en mai 2014 mais est battu par Alexander Grandt Petersen.
Il est élu député au Folketing lors des élections législatives de juin 2019. Après le scrutin, prend la présidence de la commission parlementaire sur l'emploi. Il quitte ce rôle en 2020, quand il devient président de la commission sur l'enseignement supérieur et la recherche.
Il est réélu pour un second mandat lors des élections législatives anticipées de novembre 2022. Il devient alors le porte-parole social-démocrate pour l'immigration et l'intégration.
Il démissionne de son mandat au Folketing le 1er novembre 2023, et cède son siège à Gunvor Wibroe.
Le 11 septembre 2024, il quitte démissionne de la présidence de l'Institut danois pour les partis et la démocratie, une organisation de promotion de la démocratie dans les pays en développement qu'il dirigeait depuis 2019, après avoir été inculpé pour tentative de fraude et fausse déclaration. Il est en effet accusé d'avoir déclaré que sa carte bancaire avait été volée avant de l'utiliser de manière frauduleuse pour un retrait total de 45 310 couronnes danoises et de tenter de se faire rembourser le montant par sa banque. Les faits se seraient déroulés à Vienne en mai 2023, alors qu'il était en déplacement dans le cadre de son rôle de porte-parole sociak-démocrate sur l'immigration. Le 13 septembre, il plaide coupable devant un tribunal de Copenhague et est condamné à 60 jours de prison avec sursis.
En mai 2025, il devient directeur de la communication de Koda, une société de droits musicaux.